# Ligia curvata
Ligia curvata är en kräftdjursart som beskrevs av Albert Vandel1948. Ligia curvata ingår i släktet Ligia och familjen gisselgråsuggor. Inga underarter finns listade i Catalogue of Life.